# 성동격서 (바둑)
성동격서는 주된 목표에서 멀리 떨어진 반대쪽을 사전공작의 일환으로 먼저 공략한 이후, 그 결과로 얻은 세력 등을 이용해 상대의 주의를 분산시키면서 원래의 목표를 공격하는 우회전술이다. 참고로, 성동격서는 '동쪽에서 먼저 소란을 피운 다음 서쪽을 공격한다'는 의미의 사자성어이다. 쉽게 말하면, 잡고 싶은 상대방 돌의 반대쪽을 먼저 공격하는 것이다.